# Buckhurst Hill (metropolitana di Londra)
Buckhurst Hill è una stazione della linea Central della metropolitana di Londra.

## Storia
Buckhurst Hill fu aperta il 22 agosto 1856 come parte della Eastern Counties Railway (una sezione della Great Eastern Railway, GER) sulla tratta fra Londra e Loughton. La costruzione originale è ancora intatta e si trova a sud delle piattaforme; la maggior parte della stazione attuale risale al 1892, quando l'ingresso fu spostato su Victoria Road. Dal 1923 la GER passò a far parte della London & North Eastern Railway (LNER).
La stazione passò sotto il controllo della metropolitana, nell'ambito del New Works Programme, il 21 novembre 1948, come parte del trasferimento alla linea Central, periodo nel quale il tracciato fu anche elettrificato. L'edificio in mattoni della stazione fu alterato ben poco rispetto all'epoca vittoriana, a parte la presenza delle insegne della Underground.

## Strutture e impianti
Vi sono due binari serviti da banchine laterali.
Le due banchine sono collegate da un sovrappasso; sul lato ovvidentale è presente un piccolo fabbricato viaggiatori.
Quando la linea fu elettrificata, fu costruito un sottopassaggio pedonale per collegare le due parti di Queens Road in precedenza connesse tramite un passaggio a livello. Nello stesso periodo fu costruita una coppia di ingressi a sud della stazione che fornivano un accesso tramite il sottopassaggio. Questi ingressi furono chiusi nel 1982, ma sono stati riaperti nel maggio 2018 per dotare la stazione di un accesso per passeggeri disabili.
La stazione rientra nella Travelcard Zone 5.

## Galleria d'immagini

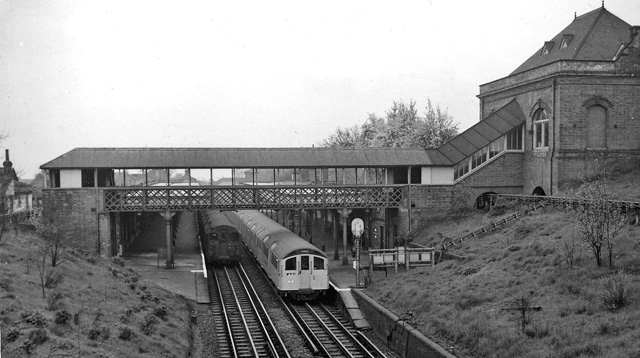
La stazione nel 1961
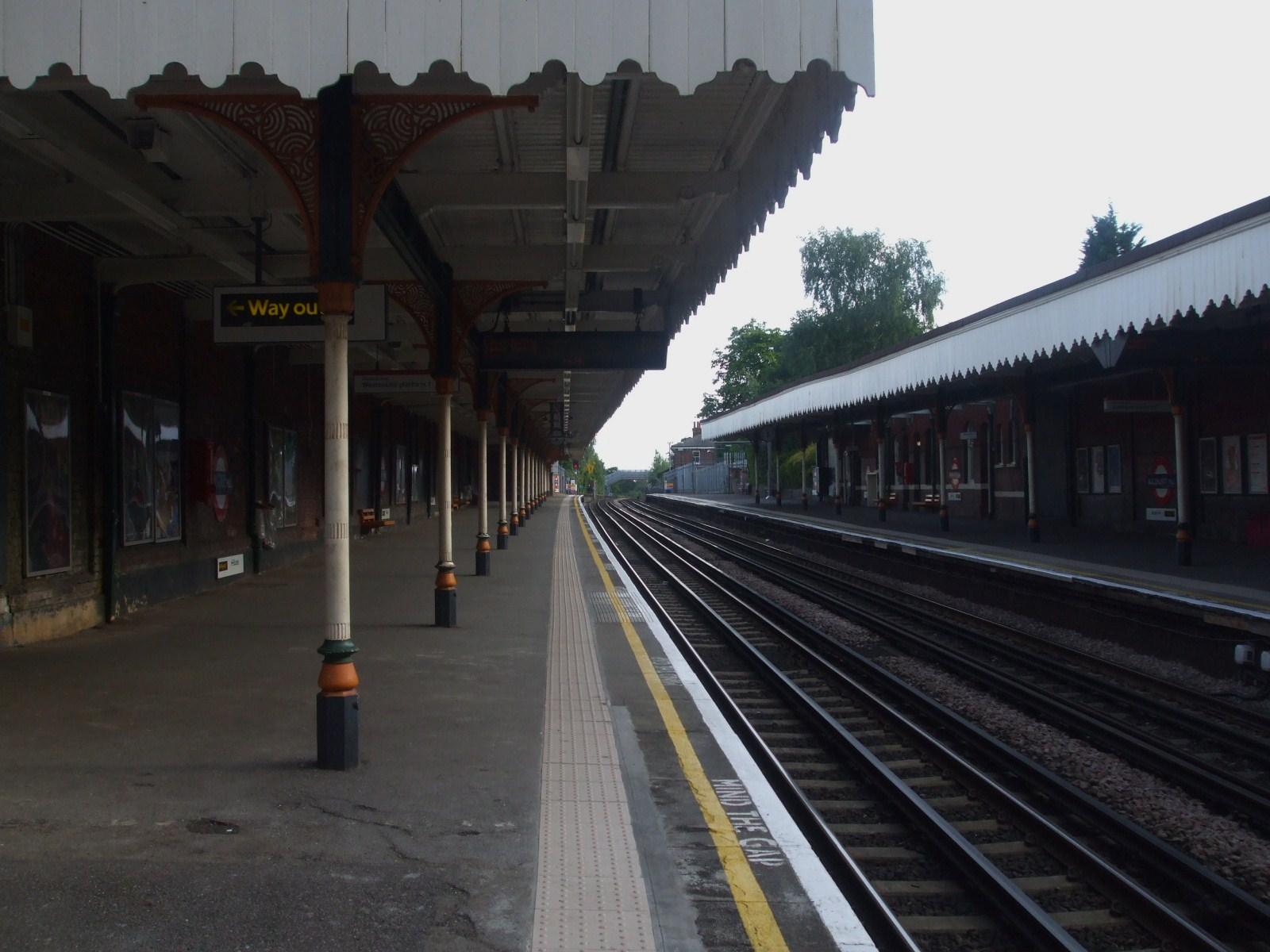
La stazione oggi
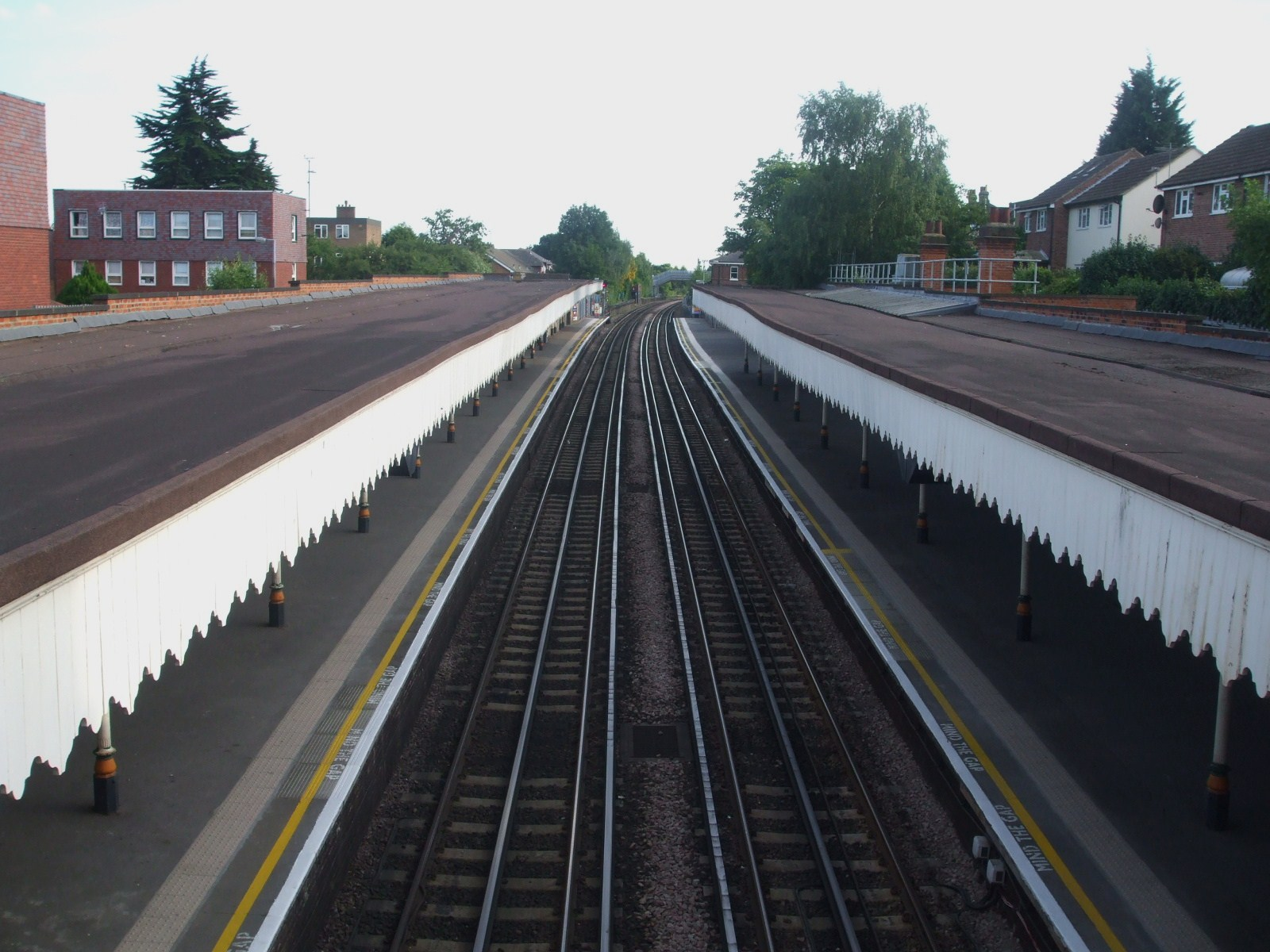
Vista in direzione sud dal cavalcavia
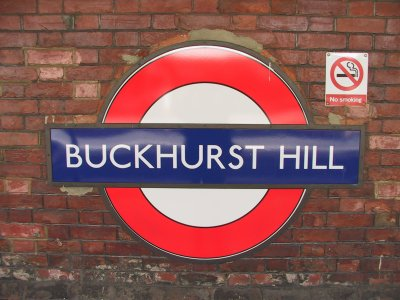
Roundel nella stazione